# Sportclub Heerenveen 2010-2011
Questa voce raccoglie le informazioni riguardanti lo Sportclub Heerenveen nelle competizioni ufficiali della stagione 2010-2011.

## Rosa
| N. |                        | Ruolo | Calciatore            |
| -- | ---------------------- | ----- | --------------------- |
| 1  | Belgio (bandiera)      | P     | Kenny Steppe          |
| 2  | Rep. Ceca (bandiera)   | D     | Milan Kopic           |
| 4  | Paesi Bassi (bandiera) | D     | Michel Breuer         |
| 5  | Marocco (bandiera)     | D     | Youssef El Akchaoui   |
| 7  | Svezia (bandiera)      | C     | Viktor Elm            |
| 8  | Paesi Bassi (bandiera) | C     | Arnold Kruiswijk      |
| 9  | Paesi Bassi (bandiera) | A     | Roy Beerens           |
| 9  | Paesi Bassi (bandiera) | C     | Geert Arend Roorda    |
| 10 | Finlandia (bandiera)   | C     | Mika Väyrynen         |
| 11 | Rep. Ceca (bandiera)   | A     | Michal Papadopulos    |
| 12 | Paesi Bassi (bandiera) | A     | Bas Dost              |
| 13 | Norvegia (bandiera)    | A     | Tarik Elyounoussi     |
| 14 | Serbia (bandiera)      | A     | Filip Đuričić         |
| 15 | Rep. Ceca (bandiera)   | C     | Michal Švec           |
| 16 | Danimarca (bandiera)   | P     | Kevin Stuhr Ellegaard |
| 17 | Norvegia (bandiera)    | C     | Christian Grindheim   |

| N. |                               | Ruolo | Calciatore          |
| -- | ----------------------------- | ----- | ------------------- |
| 18 | Svezia (bandiera)             | C     | Philip Haglund      |
| 19 | Norvegia (bandiera)           | D     | Daryl Janmaat       |
| 20 | Serbia (bandiera)             | D     | Igor Đurić          |
| 22 | Paesi Bassi (bandiera)        | C     | Oussama Assaidi     |
| 23 | Paesi Bassi (bandiera)        | D     | Calvin Jong-a-Pin   |
| 24 | Paesi Bassi (bandiera)        | A     | Luciano Narsingh    |
| 25 | Belgio (bandiera)             | P     | Brian Vandenbussche |
| 26 | Paesi Bassi (bandiera)        | P     | René Oosterhof      |
| 27 | Paesi Bassi (bandiera)        | P     | Diederik Bangma     |
| 29 | Paesi Bassi (bandiera)        | D     | Björn Jonsson       |
| 31 | Paesi Bassi (bandiera)        | D     | Jeffrey Gouweleeuw  |
| 35 | Austria (bandiera)            | D     | Tobias Kainz        |
| 36 | Paesi Bassi (bandiera)        | C     | Quenten Martinus    |
| 37 | Paesi Bassi (bandiera)        | C     | Gerrie Koning       |
| 39 | Macedonia del Nord (bandiera) | A     | Samir Fazli         |
| 40 | Paesi Bassi (bandiera)        | D     | Rico Wolven         |

## Risultati

### Campionato

#### Girone di andata
| Arbitro: | Vink (Noordwijkerhout) |

|           |           |                                |
| Kopic 63’ | Marcatori | 52’, 83’ Toivonen 90’ Engelaar |

| Enschede 14 agosto 2010, ore 20:45 CEST 2ª giornata | Twente                    | 0 – 0 referto | Heerenveen | De Grolsch Veste (23.800 spett.)\| Arbitro: \| v. Boekel (Vierlingsbeek) \| |
| Arbitro:                                            | v. Boekel (Vierlingsbeek) |               |            |                                                                             |

| Arbitro: | Makkelie (Dordrecht) |

|                                 |           |          |
| Dost 26’, 77’ Luyckx 60’ (aut.) | Marcatori | 1’ Amoah |

| Arbitro: | Gözübüyük (Haarlem) |

|                       |           |                           |
| George 49’ Schøne 51’ | Marcatori | 52’ Grindheim 88’ Beerens |

| Arbitro: | Nijhuis (Enschede) |

|                                |           |             |
| Beerens 88’ (rig.) Assaidi 90’ | Marcatori | 76’ Pröpper |

| Arbitro: | v. Hulten |

|                                 |           |                           |
| Nalbantoğlu 32’ Poepon 48’, 84’ | Marcatori | 23’ Grindheim 54’ Assaidi |

| Arbitro: | Blom (Gouda) |

|               |           |                         |
| Dost 15’, 35’ | Marcatori | 70’ Sutchuin 76’ Junker |

| Heerenveen 3 ottobre 2010, ore 20:46 CEST 8ª giornata | Heerenveen | 0 – 0 referto | ADO Den Haag | Abe Lenstra Stadion (25.400 spett.)\| Arbitro: \| v. Sichem \| |
| Arbitro:                                              | v. Sichem  |               |              |                                                                |

| Arbitro: | v. Boekel (Vierlingsbeek) |

|               |           |  |
| Granqvist 46’ | Marcatori |  |

| Arbitro: | Sanders |

|                       |           |  |
| Dost 50’ Väyrynen 53’ | Marcatori |  |

| Arbitro: | Braamhaar (Rijssen) |

|                                |           |          |
| El Hamdaoui 11’, 48’ Anita 84’ | Marcatori | 25’ Dost |

| Arbitro: | Vink (Noordwijkerhout) |

|  |           |                      |
|  | Marcatori | 75’ Dost 88’ Assaidi |

| Arbitro: | Wiedemeijer (Velden) |

|                                            |           |                                 |
| Breuer 25’ Beerens 40’ Maertens 90’ (aut.) | Marcatori | 70’ (rig.) Overtoom 76’ Everton |

| Arbitro: | Liesveld (Waverveen) |

|                           |           |                      |
| Castaignos 11’ Cabral 81’ | Marcatori | 53’ Väyrynen 75’ Elm |

| Arbitro: | Haverkort (Amsterdam) |

|                                                      |           |  |
| Väyrynen 18’ Breuer 40’, 81’ Beerens 57’, 60’ (rig.) | Marcatori |  |

| Arbitro: | Blom (Gouda) |

|                             |           |                          |
| Wernbloom 7’ Sigþórsson 90’ | Marcatori | 53’ Väyrynen 82’ Janmaat |

| Arbitro: | v. Sichem |

|                         |           |             |
| Mertens 34’ Wuytens 90’ | Marcatori | 24’ Beerens |

#### Girone di ritorno
| Arbitro: | Vink (Noordwijkerhout) |

|                                                                |           |                 |
| Assaidi 20’, 38’, 87’ Elm 63’ Narsingh 74’ Väyrynen 89’ (rig.) | Marcatori | 32’, 52’ Chadli |

| Arbitro: | Janssen |

|                                       |           |  |
| Elm 11’ Đuričić 34’ Narsingh 44’, 67’ | Marcatori |  |

| Arbitro: | Liesveld (Waverveen) |

|                                  |           |          |
| Buijs 12’ Vicento 53’ Immers 77’ | Marcatori | 76’ Dost |

| Arbitro: | Janssen |

|             |           |                                     |
| Đuričić 67’ | Marcatori | 12’ Ivens 24’ Matavž 55’, 90’ Tadić |

| Heerenveen 5 febbraio 2011, ore 18:45 CEST 22ª giornata | Heerenveen          | 0 – 0 referto | N.E.C. | Abe Lenstra Stadion (25.000 spett.)\| Arbitro: \| Braamhaar (Rijssen) \| |
| Arbitro:                                                | Braamhaar (Rijssen) |               |        |                                                                          |

| Arbitro: | Gözübüyük (Haarlem) |

|  |           |                          |
|  | Marcatori | 59’ Narsingh 81’ Assaidi |

| Arbitro: | Kuipers (Oldenzaal) |

|  |           |                          |
|  | Marcatori | 29’ Wernbloom 68’ Moreno |

| Arbitro: | Vink (Noordwijkerhout) |

|                                                        |           |                                  |
| Biemans 66’ Swinkels 70’ v. d. Heijden 84’ Rigters 88’ | Marcatori | 7’ Janmaat 24’ Dost 73’ Väyrynen |

| Arbitro: | Liesveld (Waverveen) |

|  |           |                |
|  | Marcatori | 77’ Castaignos |

| Arbitro: | v. Sichem |

|              |           |             |
| Riverola 43’ | Marcatori | 88’ Janmaat |

| Arbitro: | Sanders |

|                                                         |           |                          |
| Everton 20’ Armenteros 44’ v. d. Linden 57’ Douglas 60’ | Marcatori | 35’ Väyrynen 67’ Haglund |

| Arbitro: | Nijhuis (Enschede) |

|                    |           |                               |
| Breuer 2’ Dost 30’ | Marcatori | 76’, 81’ Roorda 90’ Lagouireh |

| Arbitro: | Vink (Noordwijkerhout) |

|                       |           |                      |
| Lens 58’ Toivonen 90’ | Marcatori | 70’ Assaidi 74’ Dost |

| Arbitro: | Janssen |

|                                   |           |  |
| Assaidi 19’ Narsingh 29’ Dost 77’ | Marcatori |  |

| Arbitro: | Nijhuis (Enschede) |

|                  |           |                       |
| Boymans 87’, 90’ | Marcatori | 45’ Väyrynen 90’ Dost |

| Arbitro: | Braamhaar (Rijssen) |

|              |           |                           |
| Väyrynen 19’ | Marcatori | 20’ Sulejmani 46’ Eriksen |

| Kerkrade 15 maggio 2011, ore 14:30 CEST 34ª giornata | Roda JC              | 0 – 0 referto | Heerenveen | Parkstad Limburg Stadion (15.470 spett.)\| Arbitro: \| Liesveld (Waverveen) \| |
| Arbitro:                                             | Liesveld (Waverveen) |               |            |                                                                                |

### Coppa d'Olanda
| Arbitro: | Wegereef (Rijssen) |

|           |           |                               |
| Chery 84’ | Marcatori | 69’ Elm 82’ Dost 86’ Väyrynen |

| Arbitro: | Makkelie (Dordrecht) |

|  |           |                        |
|  | Marcatori | 48’ Amoah 53’ Schilder |